# Monika Helfer
Monika Helfer (ur. 18 października 1947 w Au (Vorarlberg) – austriacka pisarka.
Monika Helfer jest autorką powieści, opowiadań, sztuk teatralnych i książek dla dzieci. Uznanie krytyków literackich i czytelników przyniosła jej autobiograficzna powieść Die Bagage (Hałastra, 2020). W tej książce pisarka wraca do przeszłości, do września 1914 roku i wybuchu I wojny światowej, podczas której jej dziadkowie wzięli ślub. Ta historia, utkana z rodzinnych przekazów, domysłów i pytań. Za swoją twórczość autorka otrzymała m.in. Austriacką Nagrodę Literacką (1997), Nagrodę Miasta Solothurn (Szwajcaria, 2020) i Nagrodę im. Johanna Petera Hebla (2022). Jej powieści Schau mich an, wenn ich mit dir rede (Patrz na mnie, kiedy do ciebie mówię, 2017) i Vati (Tato, 2021) latach 2017 i 2021 były nominowane do  Niemieckiej Nagrody Książkowej. Za Hałastrę autorka otrzymała Literacką Nagrodę Schubarta (2021) oraz Literacką Nagrodą Europy Środkowej Angelus (2024). Monika Helfer jest żoną pisarza Michaela Köhlmeiera.